# Калиулы, Султан
Султан Калиулы Калиев (каз. Сұлтан Қалиұлы Қалиев; 1 мая 1943; Жамбылский район, Жамбылская область , КазССР, СССР — 17 августа 2018; Алматы, Казахстан) — советский и казахский поэт, писатель, переводчик, педагог, редактор. Почётный работник образования РК (2003). Наибольшую известность Султану Калиулы принесли его произведения для детей.

## Биография
Родился 1 мая 1943 года в селе Сенгирбай Жамбылского района Жамбылской области.
В 1961 году окончил Жамбылское педагогическое училище имени Абая, в 1967 году филологический факультет Казахского государственного университета по специальности учитель казахского языка и литературы.
Трудовую деятельность начал учителем 8-летней школы N961 Шуского района Жамбылской области.
С 1967 по 1973 год — литературный редактор, старший редактор музыкальной редакции Казахского радио при Совете Министров КазССР;
С 1973 по 1991 год — ответственный секретарь журнала «Балдырган»;
С 1991 года — работал главным редактором газеты для детей и подростков «Улан»;
С 1972 года — член Союза журналистов Казахстана, с 1974 года — Союза писателей Казахстана, с 2005 года — секретарь Союза писателей РК.

## Творчество
Первое произведение Кали Султана, басня «Ненасытная лягушка», опубликована в 1959 году в областной газете «Еңбек туы».
Автор многочисленных сборников «Сыныққа сылтау» (1967), «Өлеңдер» (1968), «Дүрбі» (1970), «Сәлем саған, мектебім» (1975), «Кішкентай астрономдар» (1977), «Әйт, шу, тұлпарым!» (1986), повести «Төлебай Әжімов» (1973), а также автор более 100 статей. На его стихи написаны около 40 песен.
Кали Султан перевел на казахский язык произведения: «Мой дедушка» Р. Гамзатова (1969), «Сказка о глупом мышонке» С. Маршака (1973), «Дядя Стёпа» С. Михалкова (1987), повесть «Я еще ребенок» (1984) и роман «Когда ты рядом» (1985) Бакытжана Момышулы, школьные учебники по истории и природоведению. Стихи поэта переведены на русский, украинский, узбекский, азербайджанский и киргизский языки.

## Награды и звания
- 1970 — Медаль «За доблестный труд»;
- 1978 — Почётная Грамота Центральный комитет ВЛКСМ;
- 1981 — Почётная Грамота Верховного Совета Казахской ССР;
- 1985 — Медаль ЦК ВЛКСМ «За активную работу в комсомоле»;
- 1990 — Медаль «Ветеран труда»;
- 1993 — Медаль имени «Ыбырай Алтынсарин» от МОН РК;
- 1997 — Премия Союза молодежи и Союза журналистов Казахстана им. Б.Булкышева;
- 2000 — Почётная Грамота Министерства культуры Республики Казахстан;
- 2001 — Медаль «10 лет независимости Республики Казахстан»;
- 2003 — Нагрудный знак МОН РК «Почётный работник образования Республики Казахстан»;
- 2003 — Почётный нагрудный знак МКиИ РК «Деятель культуры Казахстана» (каз. Қазақстанның Мәдениет қайраткері);
- 2003 — Почётный гражданин Жамбылского района Жамбылской области;
- 2008 — Медаль «Ерен Еңбегі үшін» (За трудовое отличие);
- 2008 — Медаль «10 лет Астане»;
- 2008 — Медаль имени «Ыбырай Алтынсарин» (2 раз) от МОН РК;
- 2010 — Международная литературная премия «Алаш» Союза писателей Казахстана;